# Амфитеатр
Амфитеа́тр (от др.-греч. ἀμφιθέατρον, заимствовано через 
нем. Amphitheater или фр. amphithéâtre) — античная постройка для разнообразных массовых зрелищ (гладиаторских боёв, звериной травли и т. д.), представляющая собой круглый театр без крыши.
Вокруг круглой или овальной арены устраивались полностью или частично окружавшие её ступенеобразно возвышающиеся ряды сидений для зрителей. Всё строение было окружено высокими стенами (римский амфитеатр) либо углублено в землю (греческий амфитеатр).

Наиболее известным амфитеатром является Колизей в Риме, построенный в 80 году и вмещавший до 50 тысяч зрителей. Среди других примечательных античных амфитеатров выделяют:
- Амфитеатр в Арле
- Амфитеатр в Ниме
- Амфитеатр в Дурресе
- Амфитеатр в Пуле
- Амфитеатр в Эль-Джеме
- Амфитеатр в Вероне
- Амфитеатр в Помпеях
- Капуанский амфитеатр в Санта-Мария-Капуа-Ветере
- Амфитеатр в Поццуоли

По такой же схеме строились арены для корриды в Испании.

## Галерея

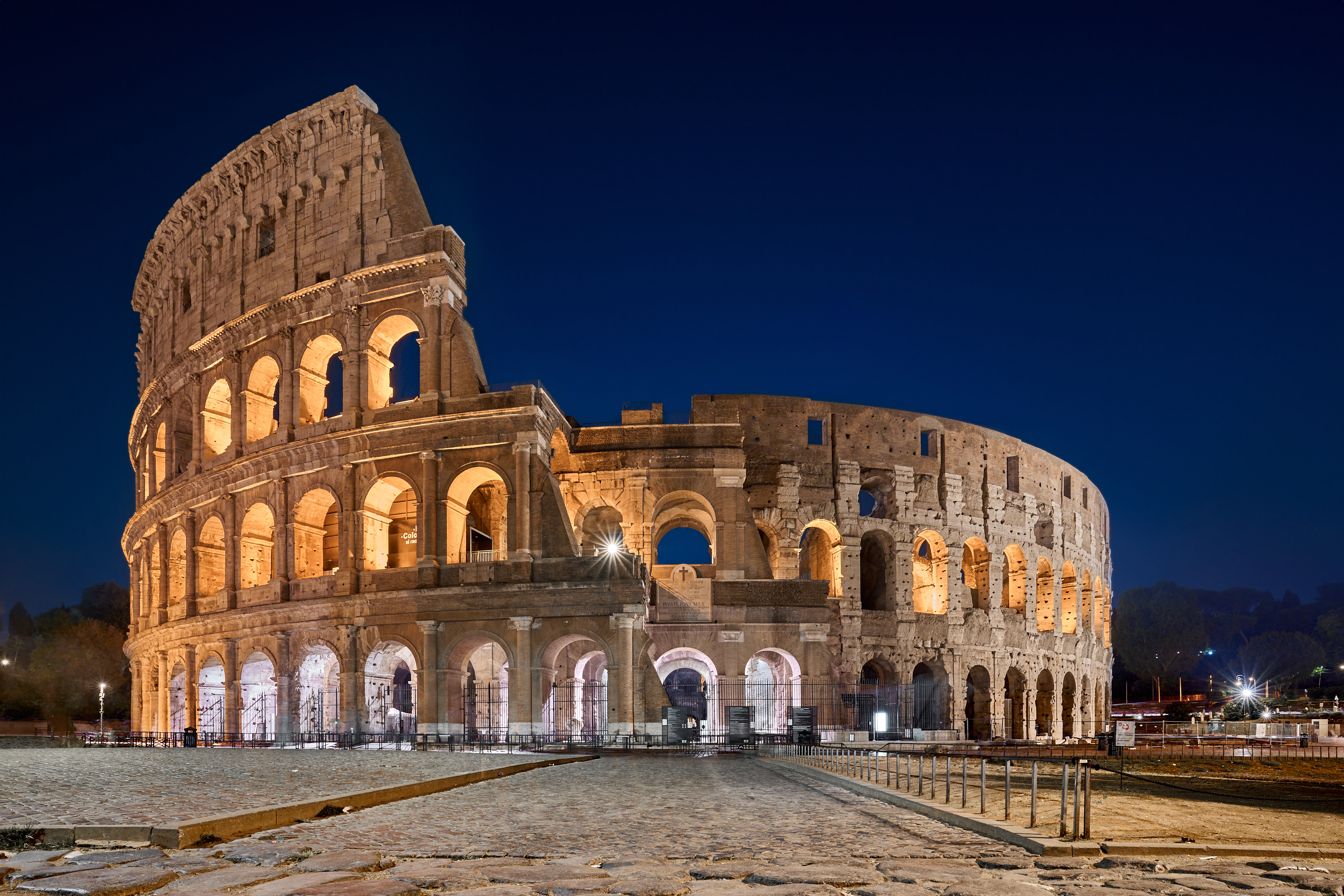
Колизей
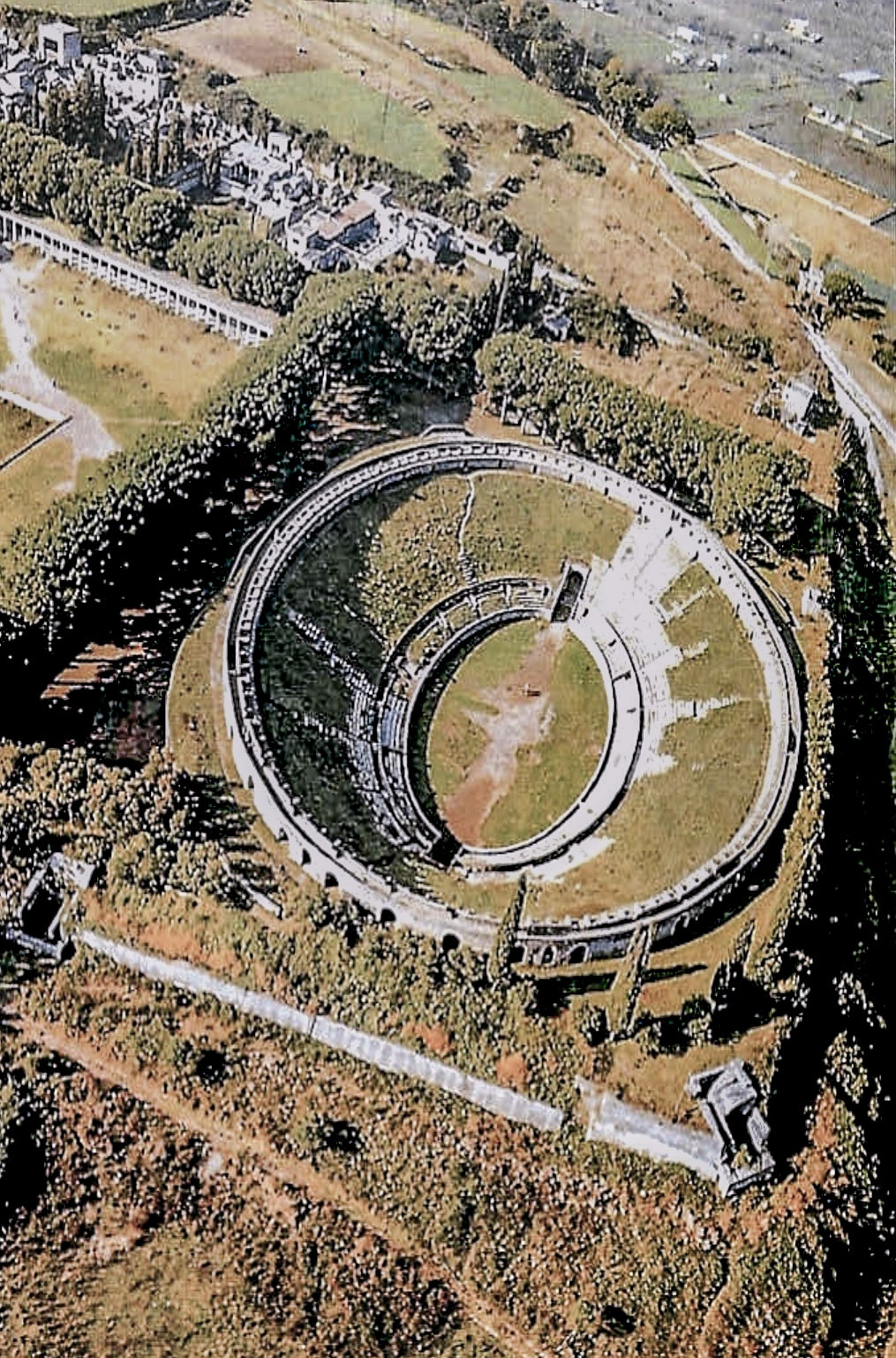
Амфитеатр в Помпеях
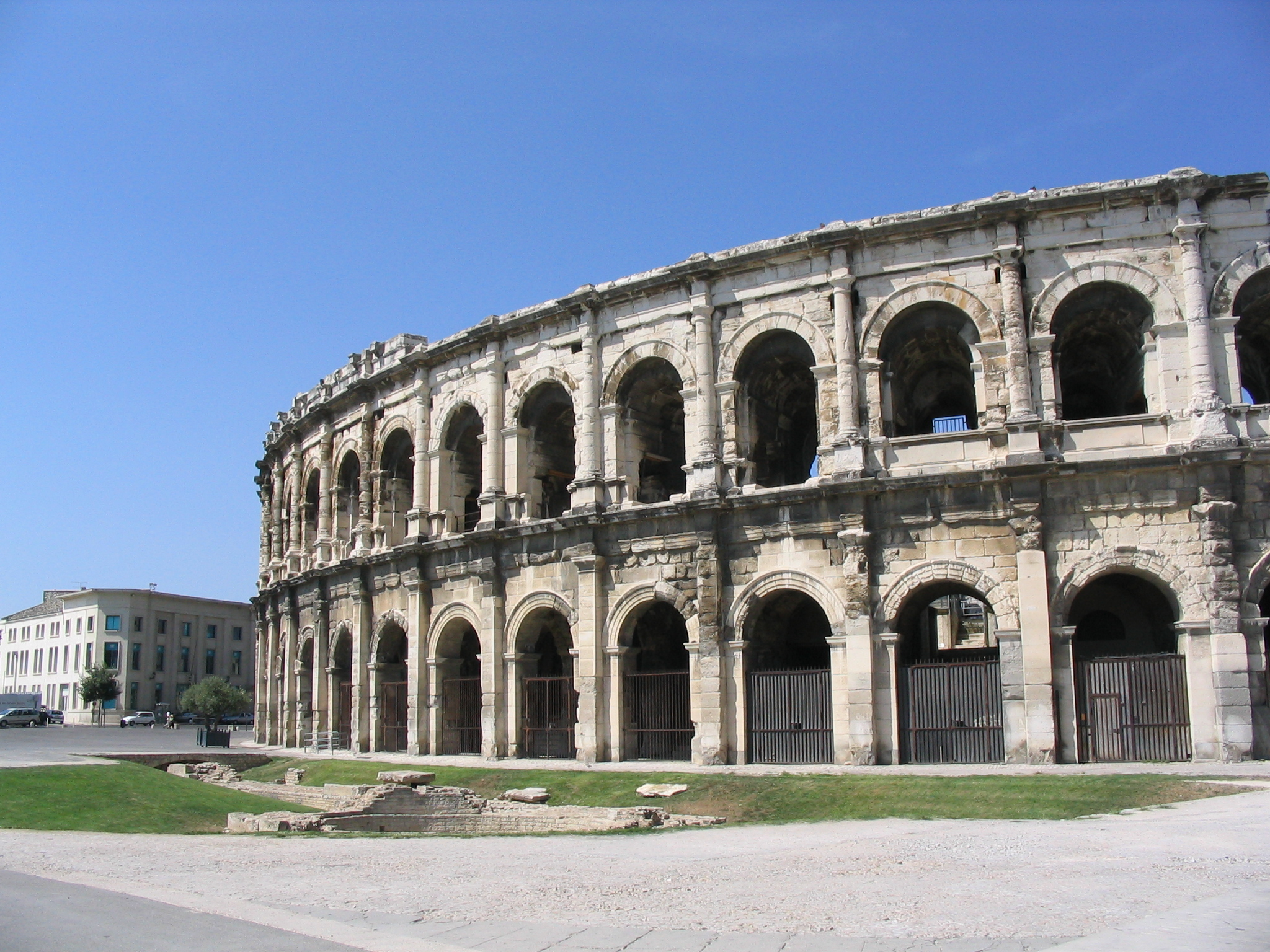
Амфитеатр в Ниме
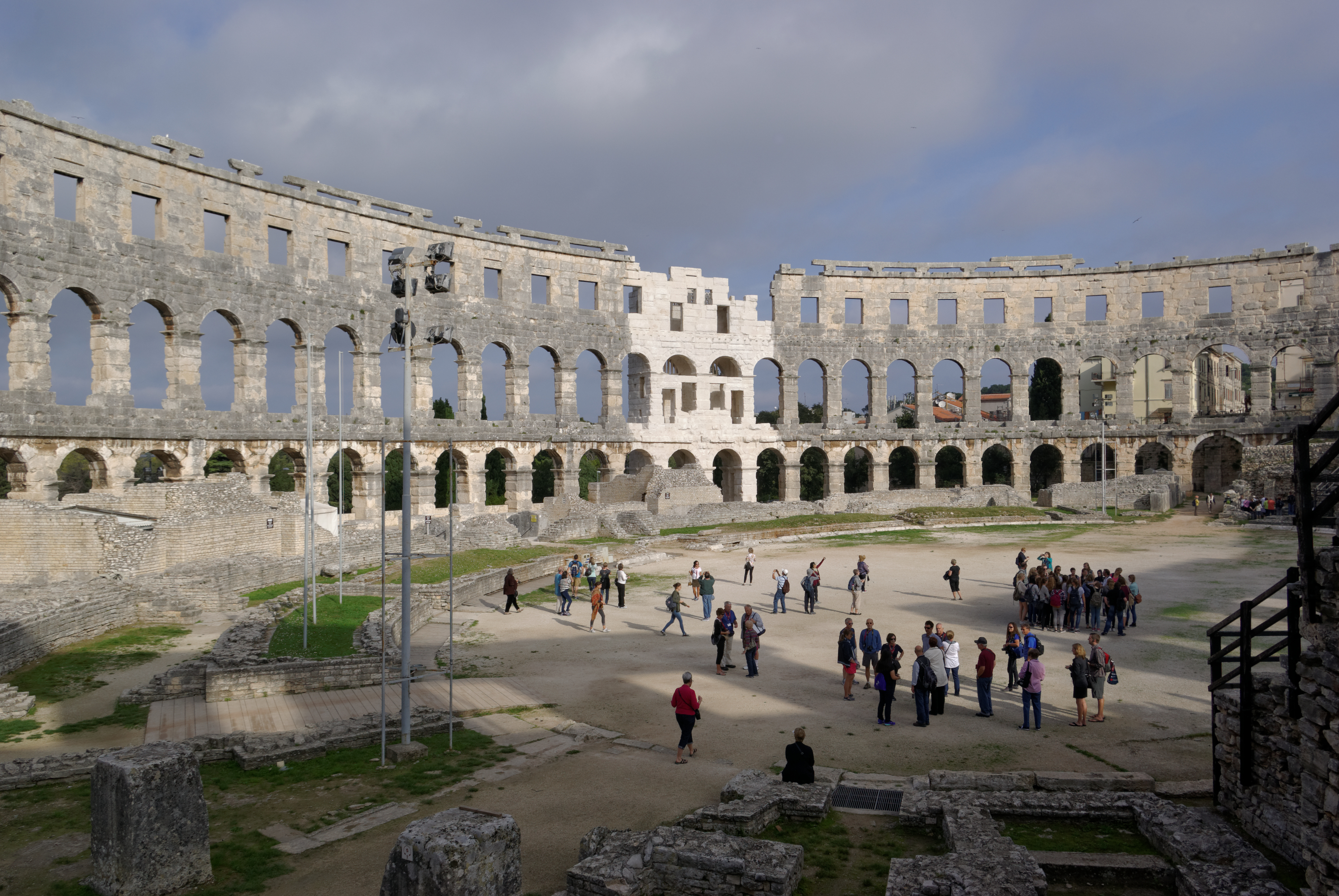
Амфитеатр в Пуле